# Plegafulles d'Alagoas
El plegafulles d'Alagoas (Philydor novaesi) és una espècie d'ocell de la família dels furnàrids (Furnariidae).